# Président de la république des Seychelles
Le président de la république des Seychelles (en anglais : President of the Republic of Seychelles ; en créole seychellois : Prezidan Larepiblik Sesel) est le chef de l'État et de gouvernement des Seychelles. Ses compétences politiques et institutionnelles sont régies par la Constitution de 1993.

## Système électoral
Le président des Seychelles est élu au scrutin uninominal majoritaire à deux tours pour un mandat de cinq ans renouvelable une seule fois. Si aucun candidat ne remporte la majorité absolue au premier tour, un second est organisé entre les deux candidats arrivés en tête, et le candidat réunissant le plus de suffrages est déclaré élu,. Avant un amendement de la constitution en 2017, la limitation du nombre total de mandat était fixé à trois.